# Хильдрицхаузен
Хильдрицхаузен (нем. Hildrizhausen) — община в Германии, в земле Баден-Вюртемберг. 
Подчиняется административному округу Штутгарт. Входит в состав района Бёблинген.  Население составляет 3593 человека (на 31 декабря 2010 года). Занимает площадь 12,17 км².